# بوتیدا
بوتیدا (به ایتالیایی: Bottidda) یک کومونه در ایتالیا است که در استان ساساری واقع شده‌است.

## خصوصیات
بوتیدا ۳۳٫۸ کیلومترمربع مساحت و ۷۸۰ نفر جمعیت دارد و ۳۹۶ متر بالاتر از سطح دریا واقع شده‌است.